# Karim Al-Zand

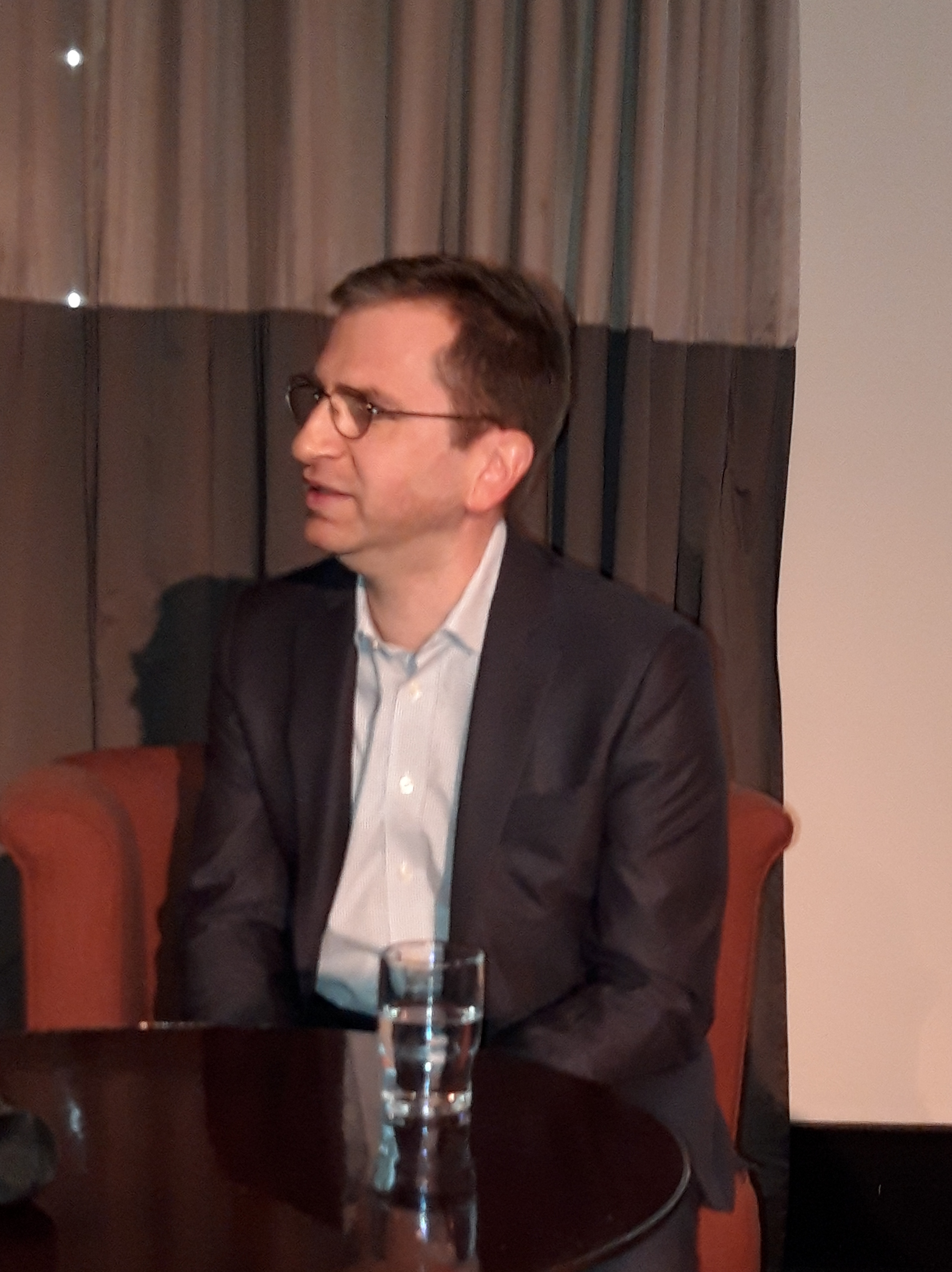
Karim Al-Zand (2018)

Karim Al-Zand (* 1970 in Tunis) ist ein kanadisch-amerikanischer Komponist.

## Leben
Karim Al-Zand wurde in Tunesien geboren und wuchs in Kanada auf. Als Kind spielte er Klavier und Saxofon. Al-Zand studierte Musik an der McGill University in Montreal sowie Komposition an der Harvard University in Cambridge, wo er im Jahr 2000 promovierte. Im gleichen Jahr wurde er Professor für Komposition und Musiktheorie an der Rice University in Houston. Dort gründete er eine Jazz-Big-Band und das Ensemble Musiqa für zeitgenössische Musik. Al-Zand hat zwei Söhne.
Für seine Streichquartette gewann Al-Zand mehrere Auszeichnungen. Im Jahr 2003 gewann er den mit 20.000 $ dotierten Sackler-Kompositionspreis. Seine Werke werden international aufgeführt, unter anderem vom WDR Sinfonieorchester, vom River Oaks Chamber Orchestra und den Apollo Chamber Players. Sein Stück The Prisoner für Bass und Orchester wurde 2017 auf dem Cabrillo Festival of Contemporary Music uraufgeführt.

## Werke

### Kammermusik
- 1997: Streichquartett Nr. 1
- 1998: Duett für Harfe und Viola
- 2001: Triton and the Giants, Tondichtung für Bläserensemble
- 2001: Parizade and the Singing Tree, Volksmärchen für Erzähler und Ensemble (2018: Version für Orchester)
- 2002: Streichquartett Nr. 2 „Etudes“
- 2002: Variationen für Violine und Klavier nach einem Thema aus Bartóks Konzert für Orchester
- 2003: Four Fables für Flöte, Klarinette und Klavier
- 2005: Red Pajamas, Variationen für Ensemble nach einem Volkslied
- 2005: The Waiting Game, choreographische Szene für gemischtes Ensemble
- 2005: Drei Fanfaren für sechs Trompeten
- 2005: Imaginary Scenes für Violine und Klavier
- 2006: Three Character Pieces für Fagott und Viola
- 2006: Lamentation on The Disasters of War nach Radierungen von Francisco de Goya für Streichsextett (2018: Version für Orchester)
- 2006: Tableau and Details für Cello und Klavier
- 2007: Lingering, Klingelton für Klavier, Violine und Cello
- 2007: Music Box Prelude für gemischtes Ensemble
- 2007: Streichquartett Nr. 3 „The Art of Conversation“
- 2009: Cabinet of Curiosities für Klarinette und Klavier
- 2010: Quelques Fleurs für Klarinette, Cello und Klavier
- 2010: BeatBox, Divertissement für Klarinette, Trompete, Kontrabass, Klavier und Schlagzeug
- 2010: Swimmy nach einem Kinderbuch von Leo Lionni für Klarinette, Violine, Cello, Klavier und Erzähler
- 2011: Taratantara für verschiedene Krummhörner
- 2011: The Spinning Ballerina nach einer Illustration von Grandville für großes Kammerensemble
- 2012: Duett für Flöte und Cello
- 2013: Hollows and Dells für Viola und Klavier
- 2013: Fantasie über bulgarische Rhythmen für Streichquartett
- 2013: El Martillo nach afrokubanischen Rhythmen für drei Bongo-Paare
- 2014: Canticle and Caprice für Streichtrio in zwei Abschnitten ohne Pause
- 2014: Studies in Nature nach Illustrationen von Ernst Haeckel für Flöte, Viola und Harfe
- 2014: Cinderella, Filmmusik zum gleichnamigen Silhouetten-Stummfilm von Lotte Reiniger für Flöte, Klarinette, Horn, Posaune, Schlagzeug und Streichquartett
- 2015: Stomping Grounds für Klarinette, Violine und Klavier
- 2018: Sechs Bagatellen für Klaviertrio inspiriert von Grafiken von Robert Motherwell
- 2020: Dance Interlude für zwei Oboen und Englischhorn

### Vokalwerke
- 1997: Winter Scenes, Liederzyklus nach Gedichten von D. G. Jones für Mezzosopran, Flöte, Harfe und Viola
- 2001: Leila, Liederzyklus für Bariton, Gitarre und Streichquartett
- 2004: The Secret Of Your Heart, Liederzyklus nach Gedichten von Rabindranath Tagore für Mezzosopran und Klavier
- 2004: Tagore Love Songs, Liederzyklus nach Gedichten von Rabindranath Tagore für Mezzosopran, Bariton und Klavier
- 2004: The Sky With All Its Stars, Liederzyklus nach Gedichten von Rabindranath Tagore für Bariton und Klavier
- 2004: Only-Begotten, Word of God eternal für gemischten Chor
- 2005: A Measure In Trance, sechs Lieder für gemischten Chor nach Gedichten von Al-Mutazz
- 2012: Orange Torches Against the Rain, Liederzyklus für Mezzosopran und Klavier nach Gedichten von Amy Lowell
- 2013: Thirteen Tanka, Liederzyklus für Bariton, Oboe, Viola und Cello nach japanischen Tanka-Gedichten
- 2018: Songs from the Post Truth Era für Sopran und Fagott
- 2019: Die Mistel für Bariton, Klavier und Vibraphon

### Orchesterwerke
- 2003: The Seventh Voyage of Sindbad, Tondichtung für Orchester nach einem Märchen aus Tausendundeine Nacht
- 2004: Concertino für Trompete und Kammerorchester
- 2006: City Scenes, drei urbane Tänze für Orchester
- 2008: Visions of Another World nach Illustrationen von Grandville für Kammerorchester (2018: Version für Kammerensemble)
- 2012: Ronde Fantastique nach einer Illustration von Grandville für großes Kammerorchester
- 2016: Luctus Profugis – elegy for the displaced für Streichorchester
- 2016: Ring the Bells at Break of Day nach einer Glockenspielmelodie für großes Orchester
- 2017: The Prisoner für Bassstimme und Orchester nach Briefen von Adnan Latif, dem ersten Häftling im Gefangenenlager Guantanamo

### Solowerke
- 2002–2017: Sechs Capricci für Violine
- 2005–2015: Pattern Preludes, 24 Präludien für Klavier
- 2011: Fugue on the name Gerald Self für Cembalo
- 2014: Paganini Reverie für Klavier (nach Paganinis Capriccio Nr. 2, a-Moll op. 1)
- 2015: Tarantella, manischer Tanz für Klavier

### Bühnenwerke
- 2020: The Leader, Kammeroper in einem Akt

## Auszeichnungen
- 1995 und 1999: Bohemians-Kompositionspreis der Harvard University[5]
- 1997: Gewinner des Blodgett-Kompositionswettbewerbs für das Streichquartett Nr. 1[6]
- 1998: Oscar-S.-Schafer-Preis der Harvard University[5]
- 1998: Martirano-Kompositionspreis für das Streichquartett Nr. 1[7]
- 2003: Sackler-Kompositionspreis[8]
- 2005: Zweiter Preis des Tampa Bay Composers’ Forums für das Streichquartett Nr. 2 „Etudes“[9]
- 2006: Louisville-Orchestra-Kompositonspreis[6]
- 2006: Gewinner des Kompositionswettbewerbs des American Modern Ensemble[10]
- 2011: Arts and Letters Award in Music[11]